# Modifications des communes du Morbihan

## Présentation
L'INSEE recense toutes les modifications apportées aux communes, composition, toponymie etc.
Voici la liste de celles parmi ces modifications qui ont concerné des communes du Morbihan depuis 1930 :

## Liste des modifications
| Date d'effet | Commune (n° INSEE) | Modifications communales intervenues                                     |
| ------------ | ------------------ | ------------------------------------------------------------------------ |
| 28/06/1947   | 56145              | Néant devient Néant-sur-Yvel.                                            |
| 01/10/1947   | 56121              | Lorient fusionne avec Keryado.                                           |
|              | 56095              | Keryado est rattachée à Lorient (fusion simple).                         |
|              | 56262              | Bono est créée à partir des parcelles de Plougoumelen.                   |
| 26/02/1950   | 56263              | Sainte-Anne-d'Auray est créée à partir des parcelles de Pluneret.        |
| 11/06/1955   | 56264              | Kernascléden est créée à partir des parcelles de Saint-Caradec-Trégomel. |
| 15/08/1955   | 56221              | Saint-Jacut devient Saint-Jacut-les-Pins.                                |
| 02/04/1961   | 56073              | Guémené devient Guémené-sur-Scorff.                                      |
|              | 56214              | Saint-Gildas devient Saint-Gildas-de-Rhuys.                              |
|              | 56234              | Saint-Pierre devient Saint-Pierre-Quiberon.                              |
| 06/01/1969   | 56090              | Inzinzac devient Inzinzac-Lochrist.                                      |
| 01/06/1974   | 56198              | Rohan fusionne avec Saint-Gouvry et Saint-Samson.                        |
|              | 56217              | Saint-Gouvry est rattachée à Rohan (fusion association).                 |
|              | 56235              | Saint-Samson est rattachée à Rohan (fusion association).                 |
| 05/10/1977   | 56024              | Bréhan-Loudéac devient Bréhan.                                           |
| 05/05/1985   | 56037              | La Chapelle devient La Chapelle-Caro.                                    |
| 01/07/1994   | 56198              | Rohan fusionne avec Saint-Gouvry et Saint-Samson.                        |
|              | 56217              | Saint-Gouvry est rattachée à Rohan (fusion simple).                      |
|              | 56235              | Saint-Samson est rattachée à Rohan (fusion simple).                      |
| 17/11/1995   | 56224              | Saint-Laurent devient Saint-Laurent-sur-Oust.                            |
| 01/02/1998   | 56037              | La Chapelle-Caro cède des parcelles à Saint-Abraham (5 ha, 4 hab.).      |
|              | 56202              | Saint-Abraham reçoit des parcelles de La Chapelle-Caro (5 ha, 4 hab.).   |
| 06/10/2008   | 56229              | Saint-Martin devient Saint-Martin-sur-Oust.                              |